# Hisop (religió)

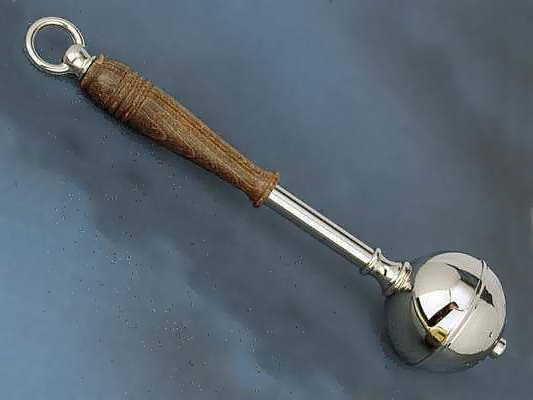
Hisop metàl·lic

En la litúrgia catòlica, l'hisop, asperge, salpasser o aspersori d'aigua beneita és una vareta de fusta o metall dotada en el seu extrem d'una esfera metàl·lica buida, emplenada d'un material capaç de retenir l'aigua. En certs moments del ritual, especialment durant les benediccions, i en la litúrgia de la Vigília Pasqual, un sacerdot submergeix l'extrem de l'hisop en un calderet d'aigua beneïda, denominat acetre, i espargeix amb ell aigua sobre les persones o objectes als quals es desitja beneir.
Tant l'hisop com l'acetre solen ser de materials preciosos, normalment de plata, de vegades ricament repujats. Ambdós formen part de la iconografia tradicional de Santa Marta de Betània, la germana de Llàtzer.